# Grünanlagen in Freiburg

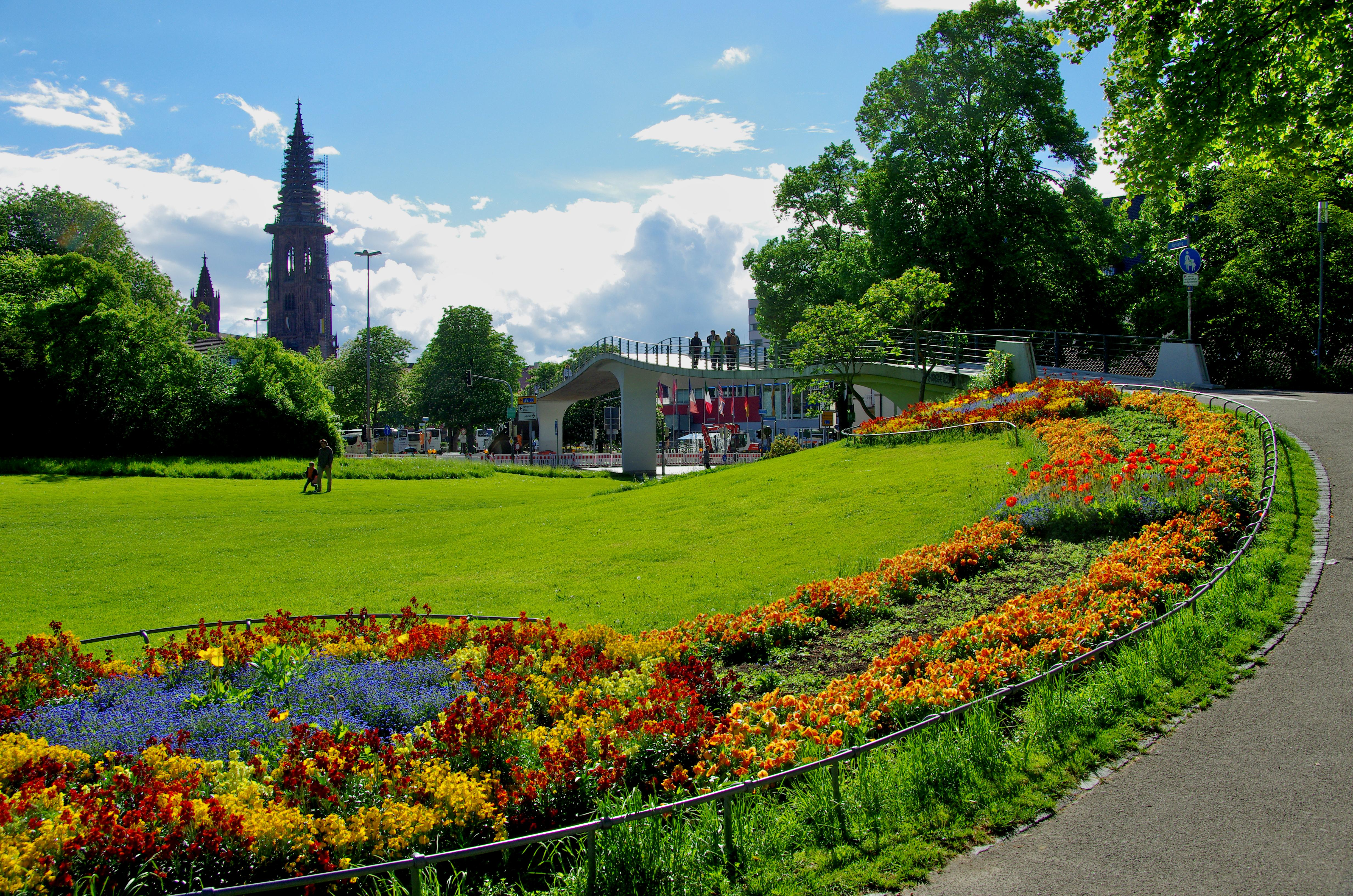
Stadtgarten mit Blick über den Karlssteg zum Münster

Die Park- und Grünanlagen, Freizeitanlagen, Spielflächen und das Straßenbegleitgrün sowie der Mundenhof von Freiburg im Breisgau umfassen eine Fläche von 397 Hektar, das entspricht pro Einwohner 18,05 m² Grünfläche. Der Durchschnitt der Großstädte in Baden-Württemberg liegt bei 22,66 m² Grünfläche/Einwohner. Allerdings hat Freiburg einen hohen Anteil an stadtnahem Wald sowie weitere Erholungsflächen wie das Rieselfeld. Ein Großteil der Anlagen entstand ab den 1960er Jahren.

## Parkanlagen

### Dietenbachpark

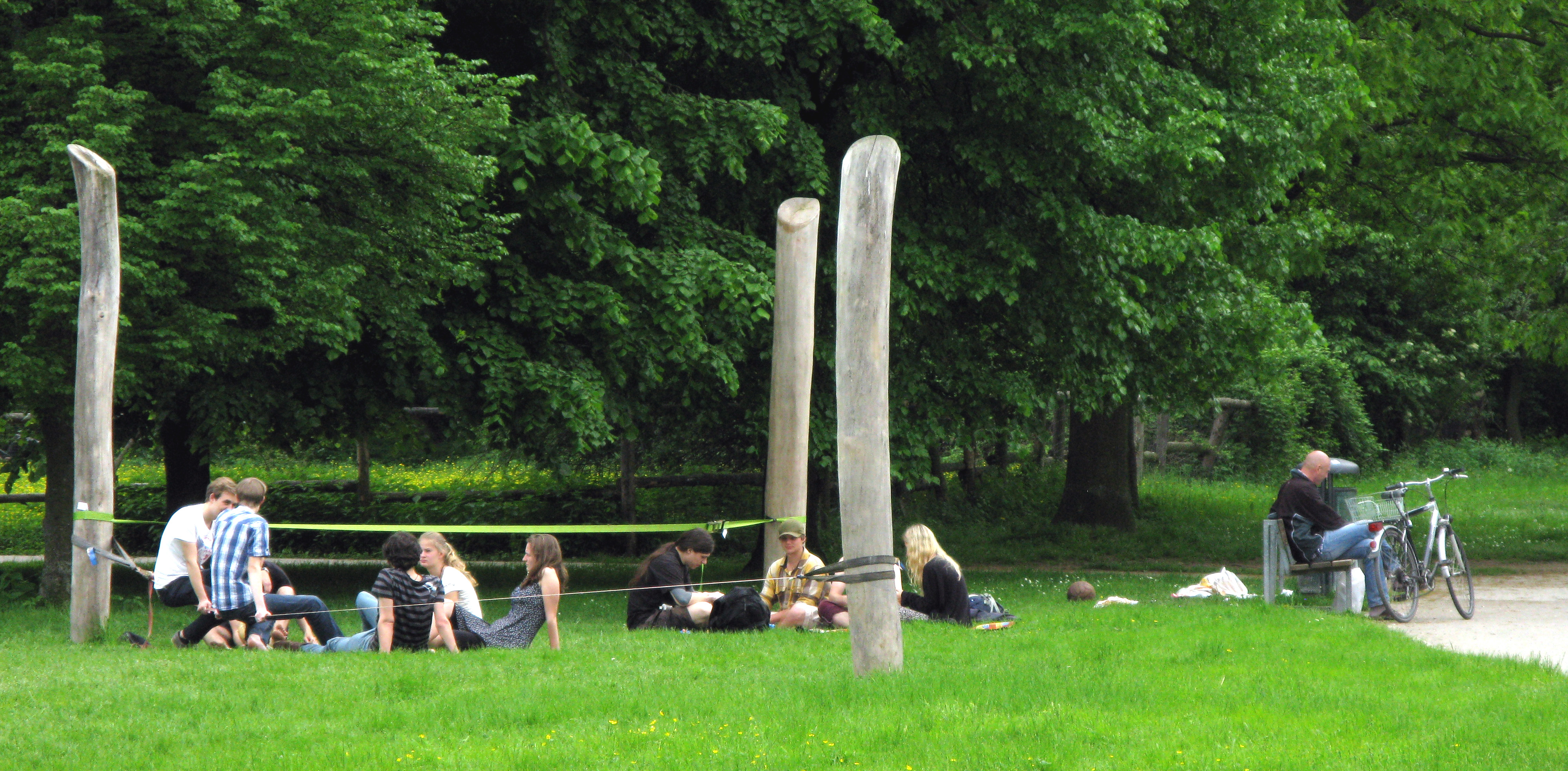
Slacklineanlage im Dietenbachpark

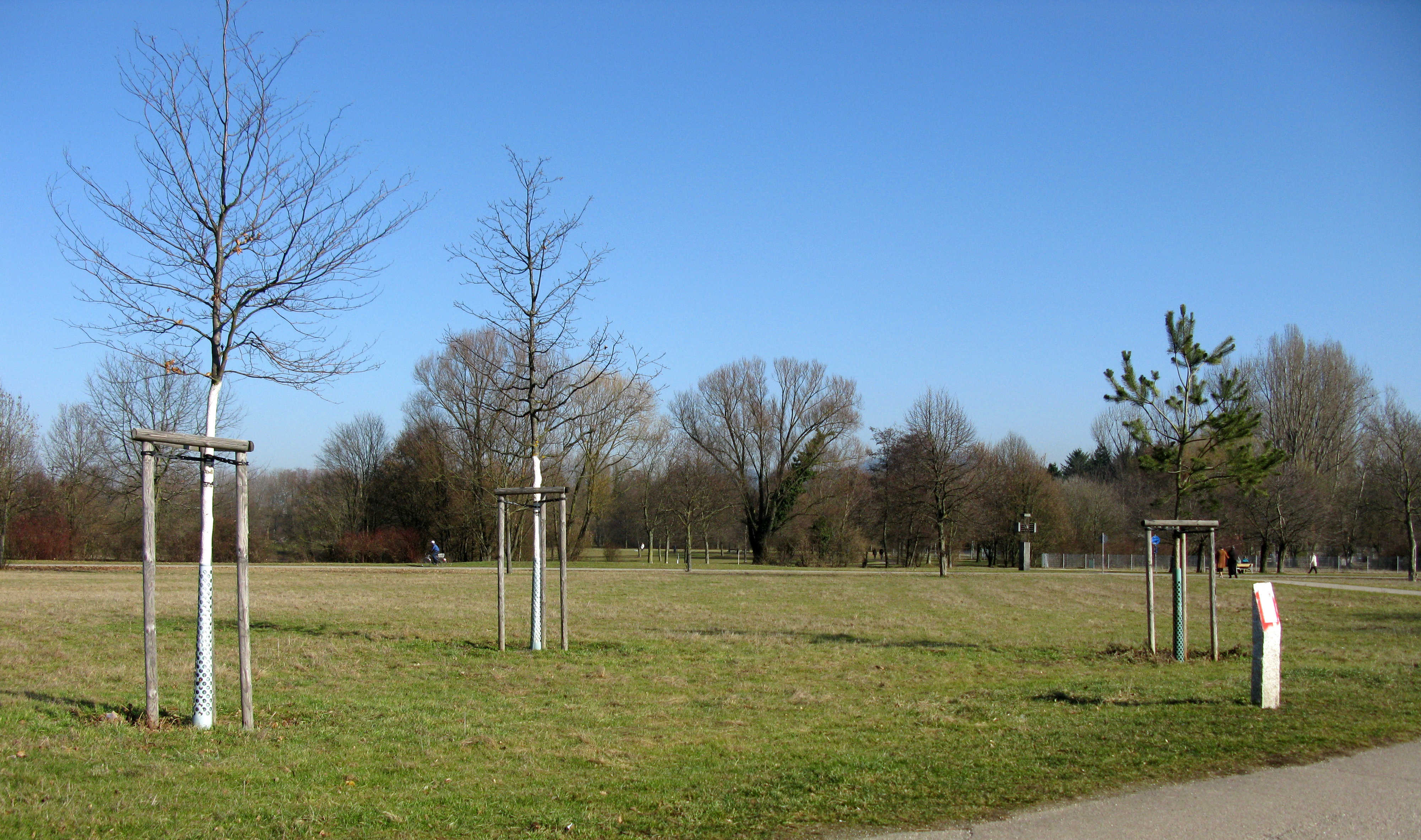
Drei Bäume für Deutschlands Einheit

Mit der Anlage des Dietenbachparks am Rande Weingartens ⊙ wurde 1974 begonnen, fertiggestellt wurde er jedoch erst 1986. Mit 34,88 Hektar ist er der größte der Freiburger Parks. Hier liegt auf 237 m ü. NHN der 3,3 ha große und bis 8,5 Meter tiefe Dietenbachsee, der 1982 bei der Kiesentnahme für den Bau der Westrandstraße entstand. An der Nordseite des Sees wurde aus der Erde, welche die Kiesschicht bedeckte und beseitigt werden musste, ein Wall aufgeschüttet. Dieser verhindert außerdem, dass sich bei Hochwasser der renaturierte Dietenbach in den ausschließlich aus Grundwasser gespeisten See ergießt. Im Sommer wird dort (nackt) gebadet.
In diesem Landschaftspark wachsen u. a. Streuobstbäume und Heckenrosen, Margeriten, Schneckenklee und Witwenblumen, die Falter wie Federgeistchen, Distelfalter sowie Bläulinge anziehen.
An einer Wegkreuzung südlich des Sees ragt ein vier Meter hohes Kreuz empor. Im Sockel ist in zwölf Sprachen das Wort „Friede“ eingraviert. Dank einer ökumenischen Initiative steht es u. a. als Zeichen für die vielen Kulturen, die in Weingarten leben.
Sportanlagen für die Öffentlichkeit, die Sportgruppe Weingarten und den Freiburger FC (Freiburger Stadion im Dietenbach; „Contempo-Stadion“) mit Clubheim und Gaststätte sowie Grill- und Spielplätze runden das Angebot ab. Der Anfang 2015 eingeweihte Skatepark wurde 2020 auf 2400 Quadratmeter vergrößert. Er enthält Straßenelemente wie Treppen, Geländer und Bürgersteigkanten, aber auch Halfpipes. Das Herzstück der Anlage ist eine Nachbildung der „Arto Saari Bowl“, einem kalifornischen Swimmingpool. In der Nähe gibt es seit Juli 2020 neben einem Generationenspielplatz auch Freiburgs ersten Parkour-Platz. Durch den FR 5 ist der Dietenbachpark mit dem Rad von der Innenstadt aus über den Stühlinger und Betzenhausen erreichbar.
Im Sommer 2012 legte ein 72-jähriger Bürger ein ca. 15 m² großes Gemüsebeet im Park an. Inzwischen akzeptiert die Stadt seinen urbanen Gartenbau.
2014 wurden beim Mundenhofer Steg Drei Bäume für Deutschlands Einheit gepflanzt. Im Dezember 2015 hatte jemand versucht die Kiefer zu fällen.

### Eschholzpark

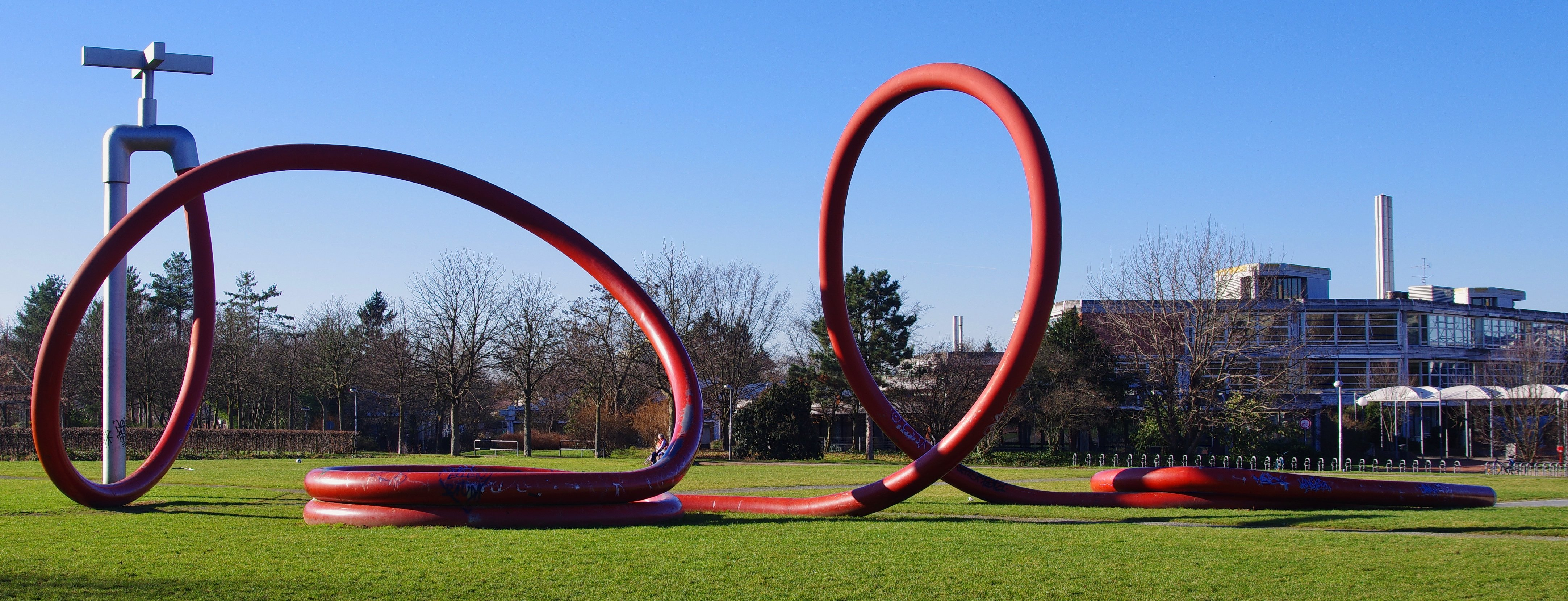
„Gartenschlauch mit Wasserhahn“ von Claes Oldenburg und Coosje van Bruggen (errichtet 1983)

Durch den Bau von Technischem Rathaus und Schulzentrum waren im Stühlinger 370 Kleingärten weggefallen: 1979 wurde die Anlage des „Eschholzparks“ ⊙ beschlossen, 1982 wurde er eröffnet. Auf 37,5 Hektar wurde er in einer für den Stühlinger charakteristischen Blockstruktur angelegt.
Nicht zu übersehen ist eine große Skulptur, die einen zehn Meter hohen Wasserhahn mit einem roten, 84 Meter langen Gartenschlauch darstellt. Nach einem Wettbewerb wurde sie von Claes Oldenburg und Coosje van Bruggen 1983 erschaffen und soll an die verdrängten Kleingärten erinnern. Diese Wiese und das südlich anschließende Rondell mit Staudengarten, Pergola mit Glyzinien und Hecken werden von einer Kastanienallee umrahmt. Eine weitere Liege- und Spielwiese mit einer Slacklineanlage, durch einen Fuß- und Radweg (FR 5) davon getrennt, bildet den Abschluss im Süden. Auch ein Kleinkinderspielplatz ist vorhanden.
Von Anfang an wurde der Park auch für Veranstaltungen genutzt, wobei es immer wieder Proteste der Bevölkerung gibt. So fand 1984 einmalig das Zelt-Musik-Festival dort statt. Ende der 90er Jahre fand das Theater Freiburg dort im Zelt eine Ausweichspielstätte während des Umbaus seines Hauses an der Bertoldstraße. Während der Fußballweltmeisterschaften 2006 und 2010 gab es Public Viewing im Eschholzpark mit zuletzt bis zu 10.000 Besuchern. Eine entsprechende Veranstaltung zur Fußball-EM 2012 wurde vom Veranstalter abgesagt. Seit 2005 richtet alle drei Jahre die Friedrich-Weinbrenner-Gewerbeschule das Europäische Stein-Festival im Freiburger Eschholzpark aus.

### Joseph-Brandel-Anlage

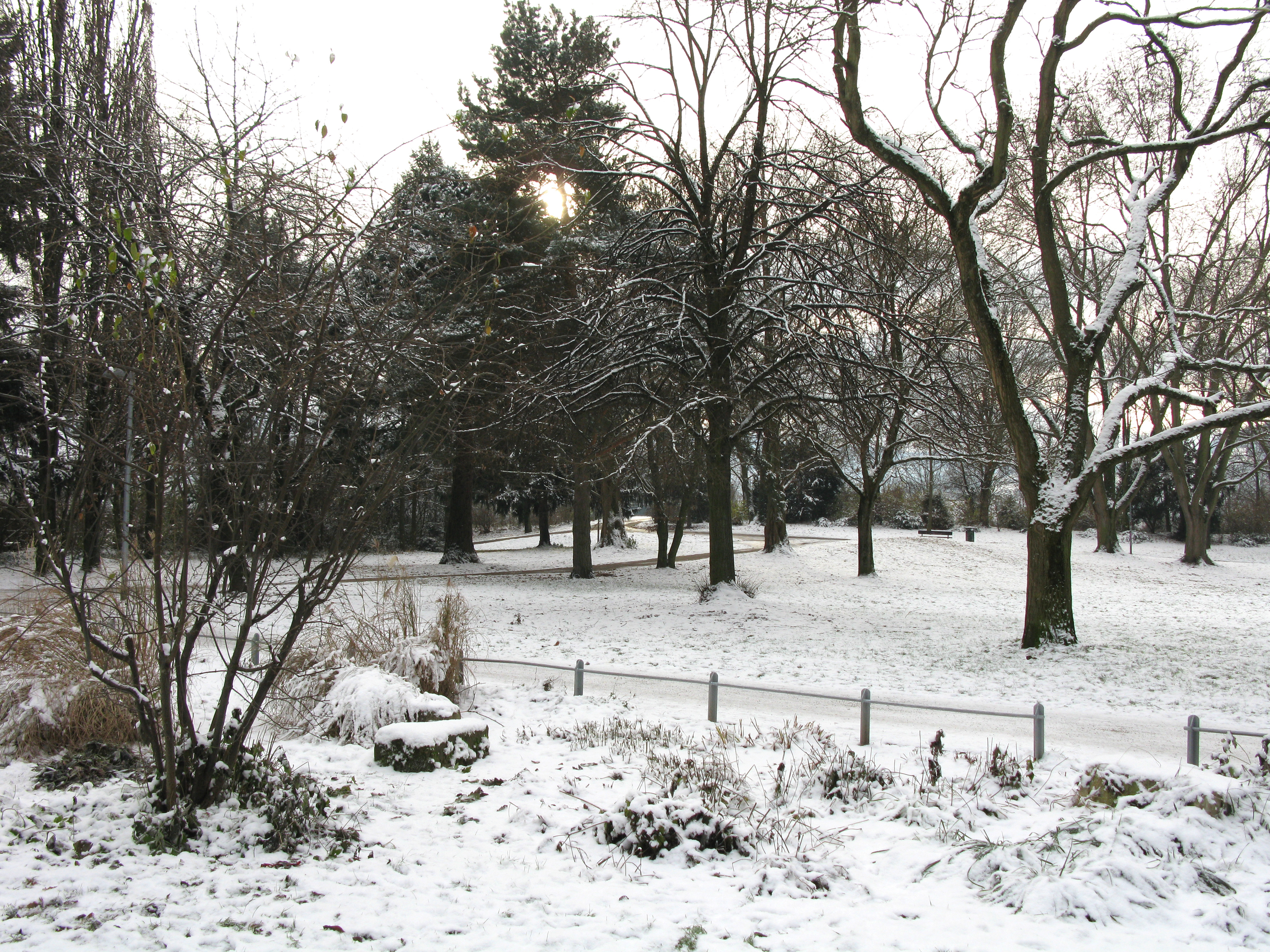
Brandel-Anlage mit Staudenbeet

Im Freiburger Stadtteil Haslach an der Guildfordallee ⊙ liegt dieser über den Stadtteil hinaus recht unbekannte Park: Die 4,35 Hektar große und Ende der 1960er Jahre fertiggestellte Anlage geht auf eine Initiative des früheren Oberbürgermeisters Joseph Brandel zurück. Ein Gedenkstein in Form einer Gletschermühle, den ein Freiburger Geschäftsmann am Rhein bei Bad Säckingen fand, erinnert an den früheren OB; teilweise wertvolle exotische Baumarten und ein Staudengarten mit Sitzmöglichkeiten finden sich ebenso wie zwei Spielplätze, einer davon ein Wasserspielplatz. Mehrere Fuß- und Radwege, unter anderem der FR 6, führen durch den Park und verbinden ihn u. a. mittels einer Brücke über die Guildfordallee mit St. Georgen. Verschiedene Kunstwerke aus Stein und Metall befinden sich im nördlichen Teil – sie wurden 2006 von Schülern der Vigeliusschule in Zusammenarbeit mit der Bildhauerwerkstatt Kunstflug geschaffen. 2021 wurde die Anlage für rund 1,6 Millionen Euro saniert. Wege, Beleuchtung, der Spielplatz und die Toiletten wurden erneuert. Außerdem wurden inklusive Sportgeräte installiert.

### Konrad-Guenther-Park

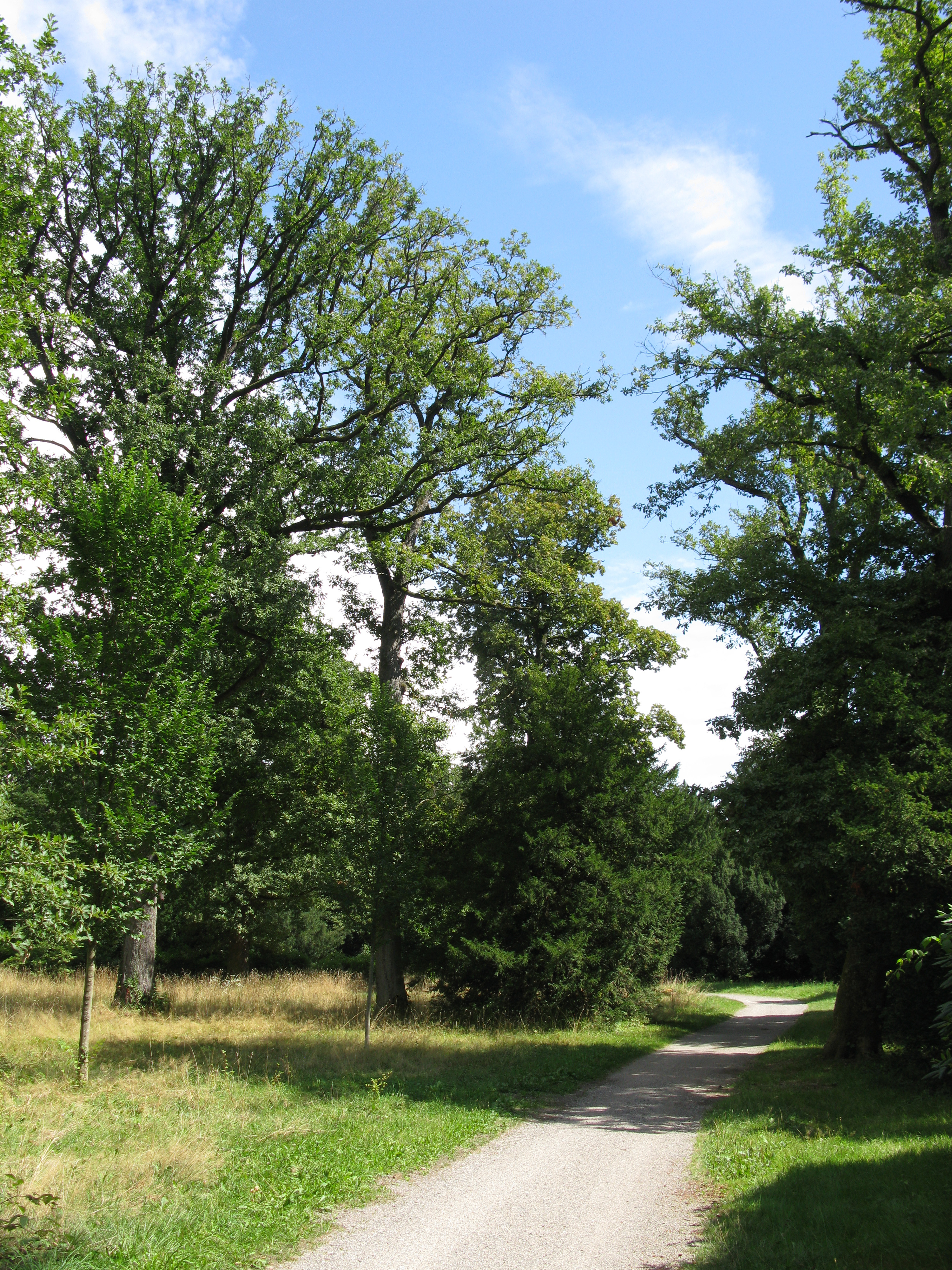
Konrad-Guenther-Park mit geschädigten Eichen

1934 wurde der Möslepark nördlich der Bahnlinie um ein Wäldchen ⊙ erweitert, das später zu einem Naturpark umgestaltet und 1954 nach dem Freiburger Zoologen Konrad Guenther benannt wurde. Gegen erbitterten Widerstand der Bevölkerung wurden 1996 zahlreiche alte Bäume gefällt, um dem Bau der B 31 Ost Platz zu machen. Versehentlich wurden zu viele Bäume gefällt und das Regierungspräsidium musste der Stadt umgerechnet rund 130.000 € zahlen, die in Arbeiten im Möslepark investiert wurden. Durch den Bau der Straße wurden die Grundwasserströme unterbrochen, was zum Absterben zahlreicher Bäume führte. Dennoch ist es wichtig, auch diese Bäume zu erhalten, da sie Lebensräume für Fledermäuse sind. Heute umfasst der Konrad-Guenther-Park eine Fläche von etwa 6,5 ha. Am Rande des Parks befindet sich die Privatschule Kapriole. Der FR 8 bindet den Park an die Wiehre und an Littenweiler an.

### Möslepark mit Waldsee

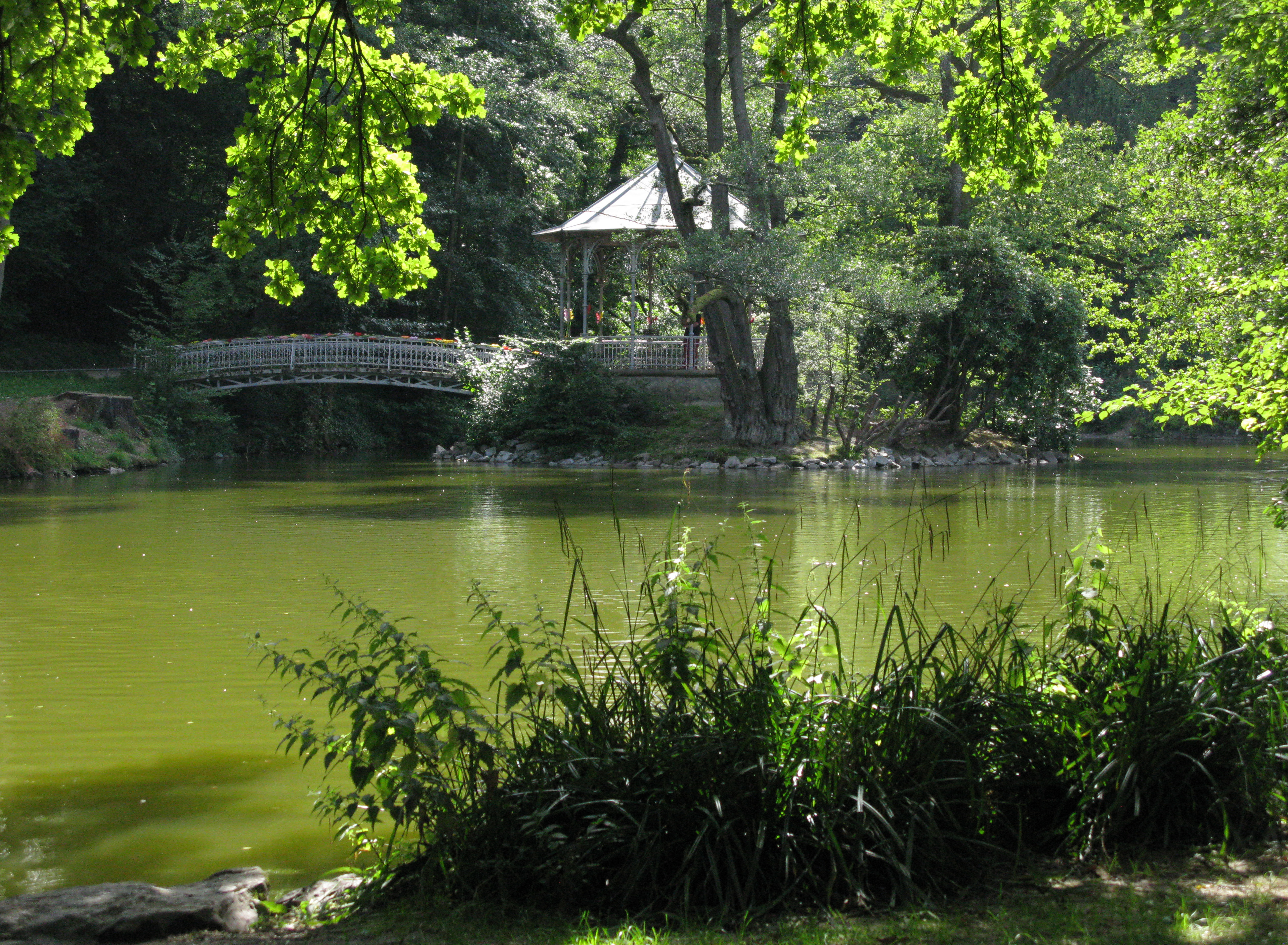
Waldsee mit Pavillon

Entstanden 1879 bis 1885 als Landschaftspark nach Plänen des Stadtgärtners Maximilian Wilhelm Schmöger, gehört der Möslepark ⊙ zu den ältesten Anlagen Freiburgs. 1877 wurden zunächst südlich der Bahnlinie, im heutigen Stadtteil Waldsee, zwei Weiher für die Brauerei Neumeyer zur Eisgewinnung angelegt. (Ein früheres Gaststättengebäude dieser Brauerei ist heute noch am Schwabentorring Ecke Kartäuserstraße zu sehen.) Der 1873 gegründete Verein zur Verschönerung der Stadt regte kurz darauf die Schaffung des Parks an. Seinen Namen verdankt er dem Wasserreichtum. Die ältesten Quellfassungen der Stadt sind hier zu finden. 1881 wurde ein dritter Weiher angelegt, der heute, verschmolzen mit den beiden ersten, den Waldsee bildet. Am Westufer befindet sich das Waldseerestaurant mit Seeterrasse, welches 1883 eröffnet wurde und heute noch als Ausflugsgaststätte und Veranstaltungsstätte bei der Freiburger Bevölkerung großen Zuspruch erfährt. Nach dem Ersten Weltkrieg wurde der stark verwilderte elf Hektar große Park durchforstet und geringfügig umgestaltet. 2015 wurde der westliche, und 2016 der östliche Teil ausgelichtet, um den früheren Wechsel von dichten und lichten Zonen wiederherzustellen.
Auf dem Waldsee wird im Sommer Boot gefahren und im Winter Schlittschuh gelaufen. Durch die Hitze und Trockenheit waren im August 2018 1.000 Fische verendet. Die hohe Wassertemperatur, der ausgetrocknete Zulauf und die dicke Schlammschicht, wodurch der See nur noch 1,50 Meter Tiefe hatte, haben zu einem Sauerstoffmangel geführt. Als Soforthilfe pumpte die Feuerwehr das Seewasser um und reicherte es damit mit Sauerstoff an. Bis Anfang 2019 wurde der See nach 18 Jahren wieder entschlammt. Zuvor wurden die geschützte Teichmuschel, die Große Flussmuschel und die Malermuschel geborgen, die danach wieder eingesetzt wurden. Die exotische Chinesische Muschel wurde nicht wieder eingesetzt. Damit die Muscheln sich fortpflanzen können, werden entsprechende Wirtsfische in den zur Zeit fischlosen Waldsee eingebracht. Es wurden schon 1.000 geborgen, letztes Mal waren es nur 900.
Südlich der Waldseestraße befindet sich seit 1960 eine Jugendverkehrsschule. Im Möslepark finden sich bis zu 200 Jahre alte Eichen, Hainbuchen und mächtige Rhododendren. Er ist ein wichtiger Lebensraum für Fledermäuse wie den Großen Abendsegler. Der Park ist Teil des Landschaftsschutzgebietes Lorettoberg-Günterstal-Littenweiler. Von 1973 bis 1990 fand im Möslepark jährlich ein Flohmarkt statt. Aus Naturschutzgründen wird er dort nicht mehr abgehalten.
Die Waldseestraße wurde schon im Jahr 1956 wegen Krötenwanderungen zwischen Waldsee und Möslepark für den Verkehr gesperrt. Seit Mitte der 70er Jahre werden regelmäßig Krötenschutzzäune errichtet. 2019 sollte das zum letzten Mal sein, denn ab 2020 sollte es ein Amphibienleitsystem geben. Doch trotz zweier Krötentunnel fehlt das Leitsystem und Radfahrer benutzen weiterhin die gesperrte Waldseestraße. Inzwischen wurde dieser Abschnitt von 5,30 Meter auf 3,50 Meter zurückgebaut und dauerhaft für sämtliche Fahrzeuge gesperrt. Zuvor musste die Randstraße entlang der Nord- und Ostseite des Parks für 740.000 Euro saniert werden. Dies war eine Ausgleichsmaßnahme für das Projekt Rotteckring in der Innenstadt. Für eine vollständige Entsiegelung der Waldseestraße, wie sie NABU und Bürgerverein Oberwiehre-Waldsee fordern, reicht jedoch das Geld nicht. Durch das Umkippen des Sees ist die Population der Amphibien von 2381 Krötenpaaren im Jahr 2002 auf 395 im Jahr 2019 geschrumpft. Im Sommer 2021 begannen die Arbeiten für besseren Amphibienschutz, eine nachhaltigere Vernässung und die Pflege des Baumbestands.

### Moosweiher-Park

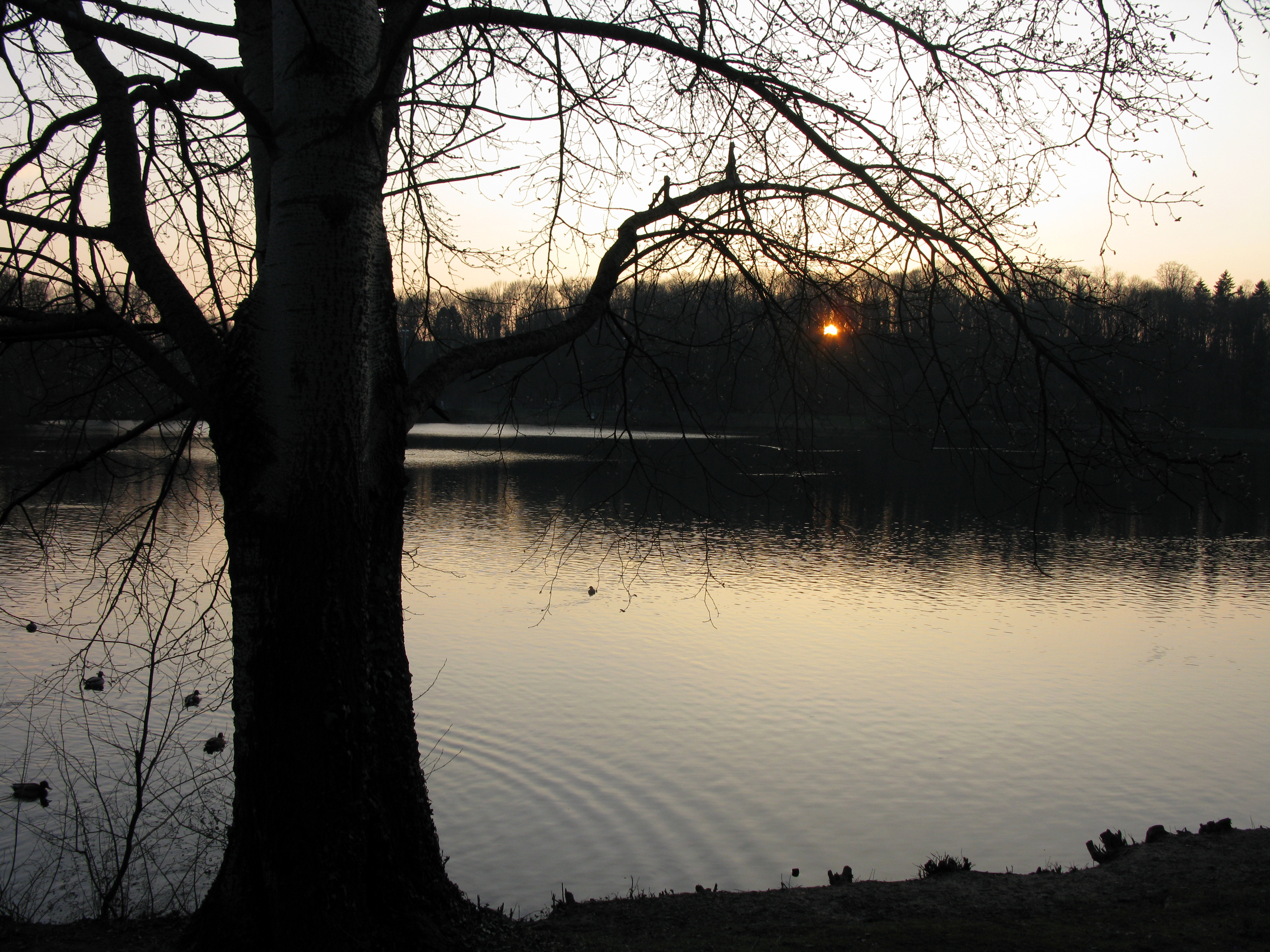
Moosweiher

Der elf Meter tiefe Moosweiher ⊙ entstand durch Kiesentnahme für den Bau der A5 in den Jahren 1960 bis 1962, also bevor der zugehörige Stadtteil Landwasser entstand. 1966 erhielt er vom Gemeinderat den Namen Moosweiher und 1968 wurde der Baggersee vom Gartenamt rekultiviert, Wege mit Bänken, Liegewiesen und ein Kinderspielplatz wurden angelegt. Später kamen ein Restaurant, Minigolf, Toiletten und Sportanlagen mit Vereinsheim hinzu.
Inzwischen ist der 15,3 Hektar große Park rund um den Moosweiher ein naturnaher Landschaftspark mit Erlen, Eichen, Eschen, Pappeln und Weiden. Neben ausgesetzten Rot- und Gelbwangen-Schmuckschildkröten ist dort auch die Nutria heimisch geworden.
Im See kann man baden und am Nordufer befindet sich eine Halfpipe für Skateboarder. Von 1987 bis 2010 fand dort der Landwasser-Triathlon statt.

### Stühlinger Kirchplatz

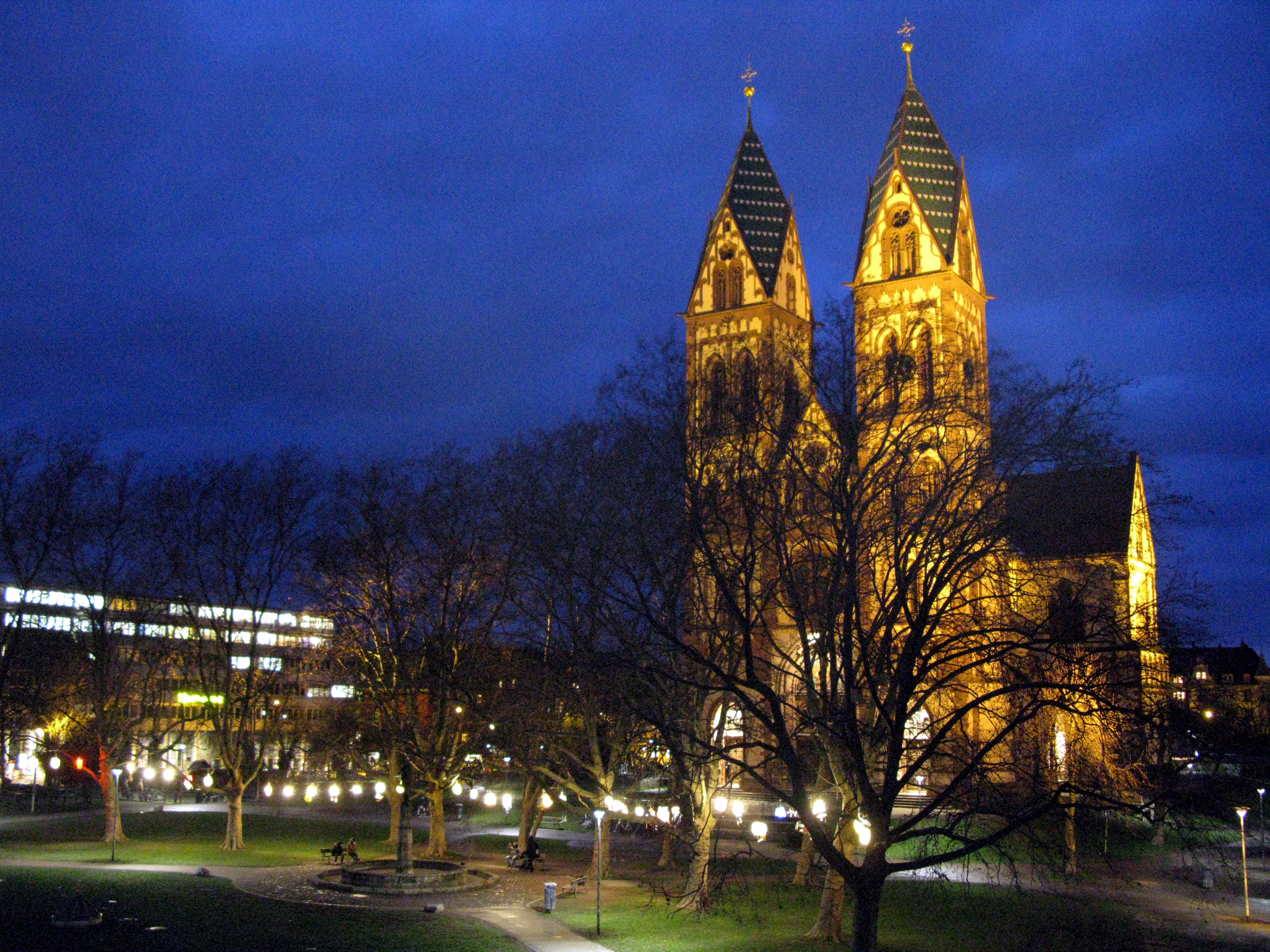
Herz-Jesu-Kirche mit Lichtinstallation auf dem Stühlinger Kirchplatz 2021

Der 18 Hektar große Stühlinger Kirchplatz (auch Stühlinger Park oder Stühlingerplatz genannt) zwischen Hauptbahnhof und Herz-Jesu-Kirche⊙ wurde 1985 umgestaltet, nachdem durch den Bau der Stadtbahnbrücke (heute Stühlingerbrücke) 1983 Teile der alten Fläche wegfielen, die aber an anderer Stelle wieder ausgeglichen wurden. Der geometrisch angelegte Park mit einer zentralen Rasenfläche, in die 2011 der Kölner Künstler Ralf Witthaus mit Motorsensen ein Muster fräste, wird im Osten von einer Pergola eingerahmt. Der FR 5 nach Rieselfeld beginnt am Stühlinger Kirchplatz.
Unter der Stühlinger Brücke befindet sich die Betonplastik Zwei Riesen. Einer spuckt. Einer schluckt. von Franz Gutmann. Zwischen den zwei Riesen kann man Mittwoch und Samstag Vormittag auf dem Stühlinger Bauernmarkt einkaufen. Während der Sanierung der Stühlingerbrücke (seit Herbst 2019) findet der Markt auf dem Bouleplatz in der Südostecke statt.
1894 bis 1929 war der Kirchplatz auch Messplatz von Freiburg. Seit 1995 findet jährlich eine Nostalgische Messe mit alten Fahrgeschäften dort statt. 2012 gab es hier auch das Abschlusskonzert der Freiburger Parade von Basel Tattoo.
Da dieser innenstadtnahe Platz auch von wohnungslosen oder suchtkranken Menschen frequentiert wird, finden sich seit 2008 zwei- bis dreimal in der Woche zwei städtische Sozialarbeiter mit ihrem Stadtteilmobil dort ein. Wegen Drogenhandel und Überfällen ist der Platz seit Jahren besonders nachts in Verruf geraten. Auch vermehrte Polizeikontrollen konnten an der Situation nichts ändern. In der Diskussion ist daher eine Belebung des Platzes, zum Beispiel durch einen gemeinnützigen Kiosk.
Im Rahmen des 900-jährigen Stadtjubiläums wollte das Kulturzentrum Fabrik auf dem Platz ein Lichtkunstfestival veranstalten, das war wegen der Covid-19-Pandemie nicht möglich. Stattdessen gab es eine Lichtinstallation Laternenpfad mit 40 künstlerisch gestaltete Laternen an den Bäumen vor der Herz-Jesu-Kirche, die von Dezember 2020 bis Ende Januar 2021 leuchteten.

### Weitere Parks
Die folgenden Parks sind an anderer Stelle (siehe Link) ausführlicher behandelt und daher hier nur kurz beschrieben.
- Seit 1872 wird der Alte Friedhof im Freiburger Stadtteil Neuburg ⊙ als Park genutzt. Seinen Friedhofcharakter hat das Natur- und Kulturdenkmal jedoch nicht eingebüßt.[46]
- Nach mehrmaliger Verlegung befindet sich der Botanische Garten seit 1912 in Herdern beim botanischen Institut der Uni-Freiburg. ⊙
- Der Colombipark ⊙ ist der zentrale Park Freiburgs. Er wurde 1860 mit dem Colombischlössle auf einer ehemaligen Bastion angelegt.
- Das Stadtgut Mundenhof ⊙ mit Stadtgärtnerei und Tiergehege liegt im Westen der Stadt an der Autobahn und ist ein eigener Stadtteil.
- Der Schlossberg wurde ab 1900 unmittelbar östlich der Altstadt ⊙ als Parkwald angelegt, bietet mehrere Aussichtspunkte einschließlich des Schlossbergturms und zwei Restaurants. An der Südflanke gibt es noch einige Reben. Vom Stadtgarten führt die Schlossbergbahn auf den Burghaldering.
- Der Seepark im Westen der Stadt ⊙ entstand 1986 als Landesgartenschaugelände unter Einbeziehung eines Baggersees. Mit zahlreichen Freizeiteinrichtungen und einem Bürgerhaus mit Restaurant sowie Aussichtsturm ist er der meistbesuchte Park der Stadt.
- Der Stadtgarten wurde 1888 nördlich der Altstadt ⊙ fertiggestellt, von der er heute über den Karlssteg zu erreichen ist. 1944 stark zerstört, weist er heute neben einigen alten Bäumen und Rasenflächen auch Stauden- und Wechselflorbeete, einen Rosengarten, zwei Wasserbecken, einen Musikpavillon, einen Kinderspielplatz und einen Kiosk auf. Ein Schrägaufzug und der Mozartsteg verbinden ihn mit dem Schlossberg.

## Friedhöfe

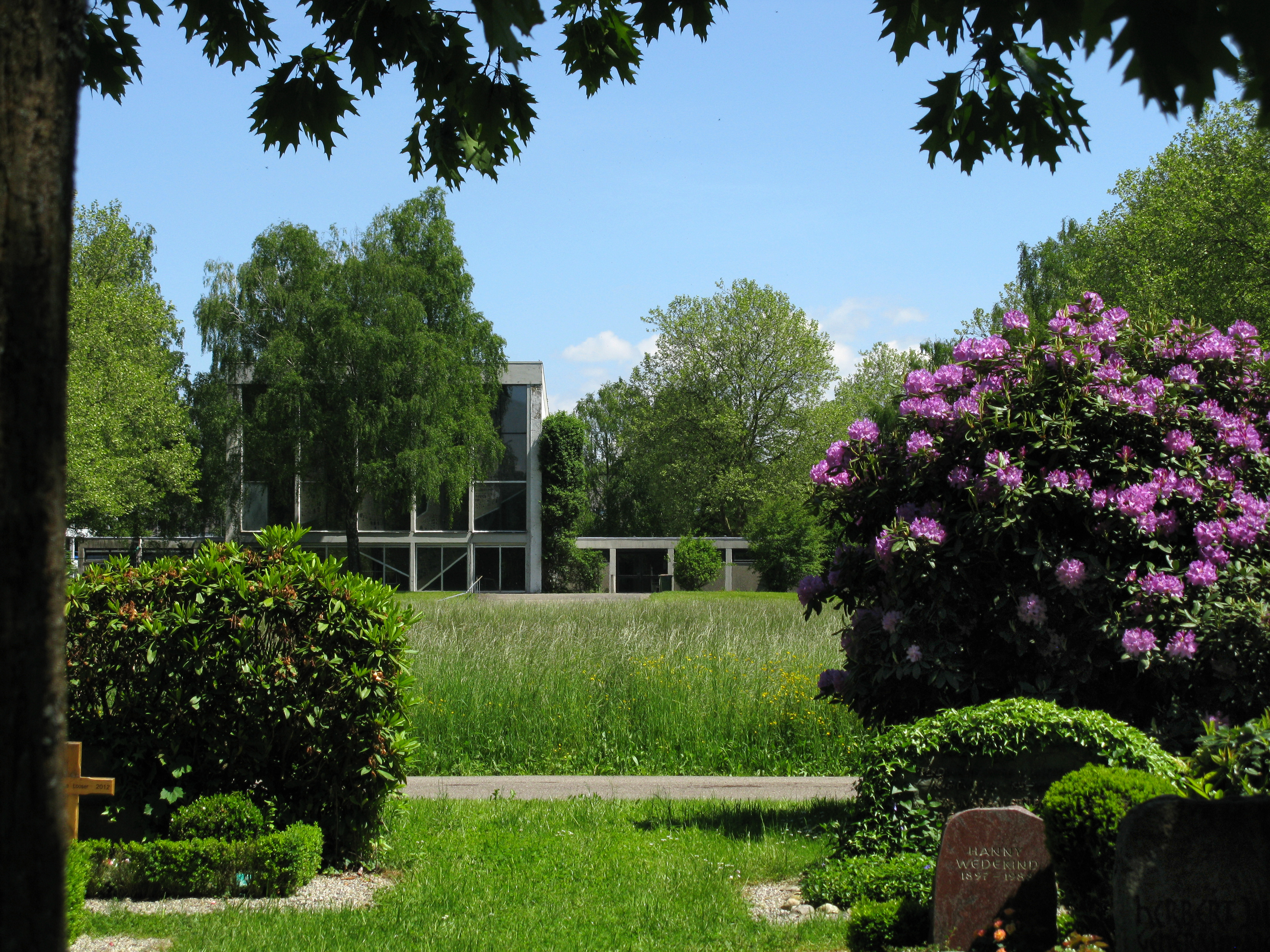
Friedhof Bergäcker mit Trauerhalle

- Hauptfriedhof ⊙
- Betzenhausen ⊙
- Ebnet ⊙
- Friedhof Bergäcker ⊙
- Günterstal ⊙
- Haslach ⊙
- Hochdorf ⊙
- Jüdischer Friedhof ⊙
- Kappel ⊙
- Lehen, Alter Friedhof ⊙
- Lehen, Neuer Friedhof ⊙
- Littenweiler ⊙
- Munzingen ⊙
- Opfingen ⊙
- St. Georgen ⊙
- Tiengen ⊙
- Waltershofen ⊙
- Zähringen ⊙

## Grünanlagen entlang Fließgewässern

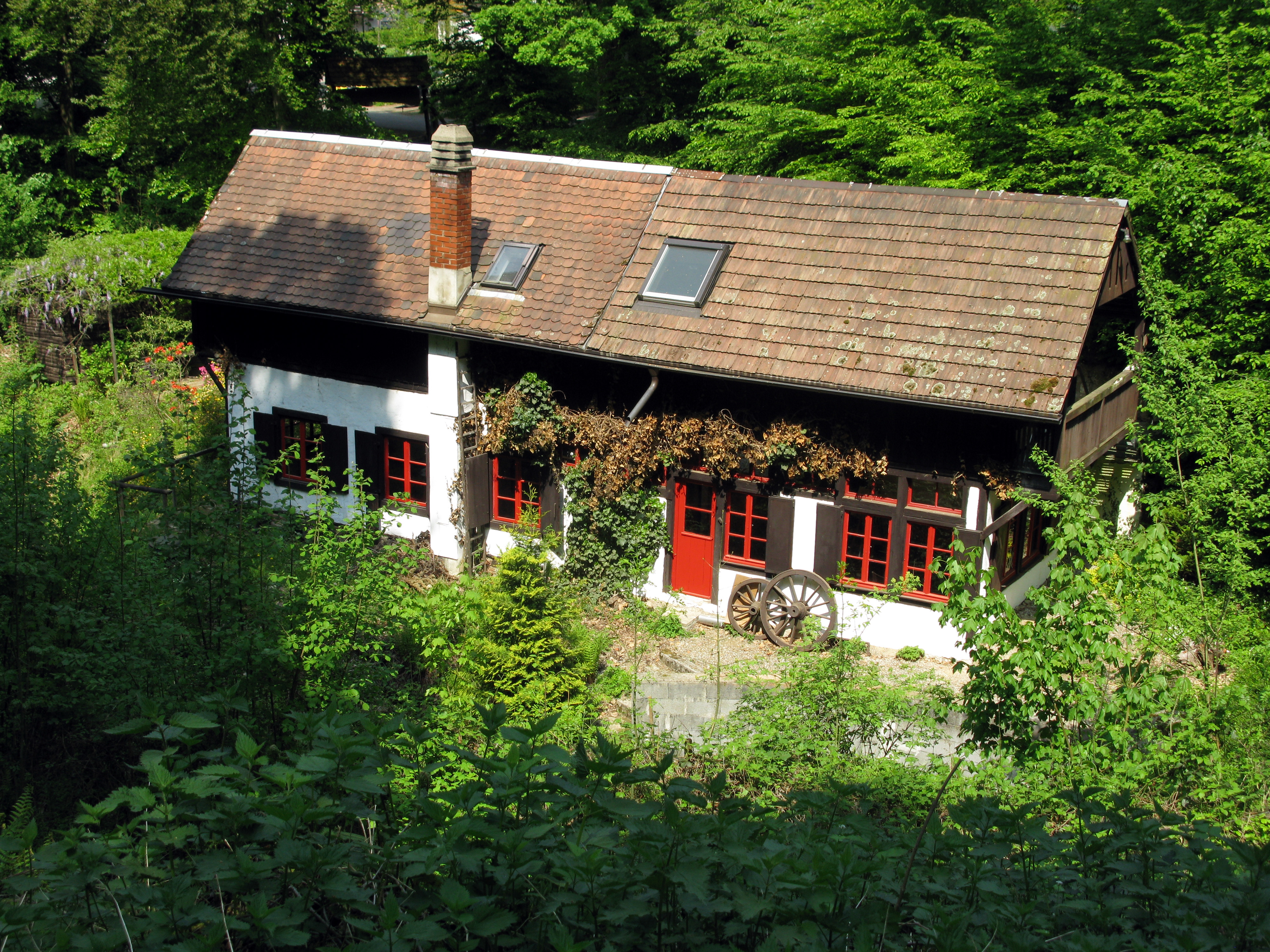
Im Altbachtal

- Altbachtal in Zähringen ⊙
- Dreisam ⊙
- Dorfbach/Haslach ⊙
- Dorfbach/St. Georgen ⊙
- Musbachtal auch St.-Ottilien-Dobel genannt in Waldsee ⊙
- Dorfbach/Weingarten ⊙

## Sonstige Grünflächen

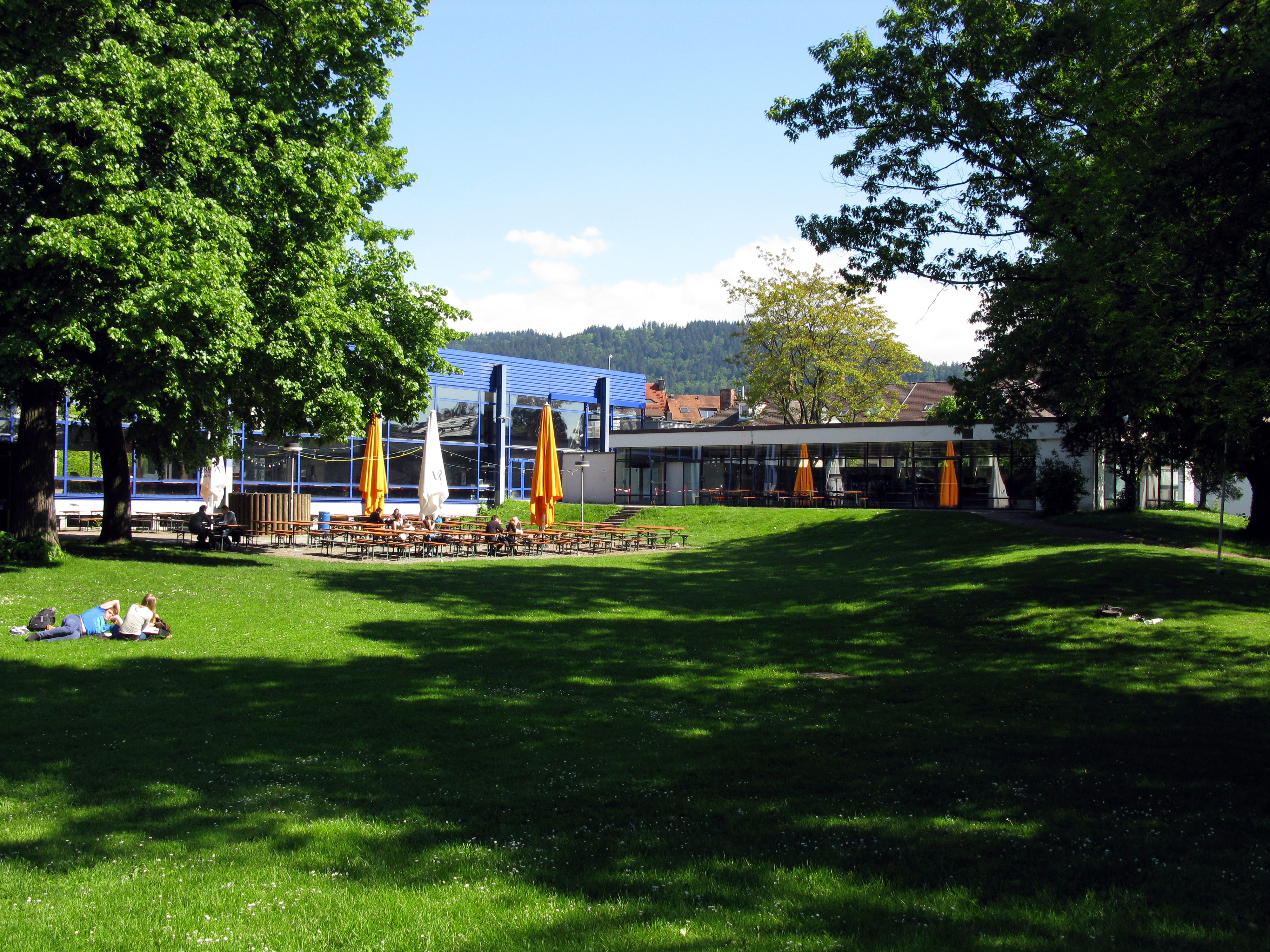
Alleegarten mit Mensa

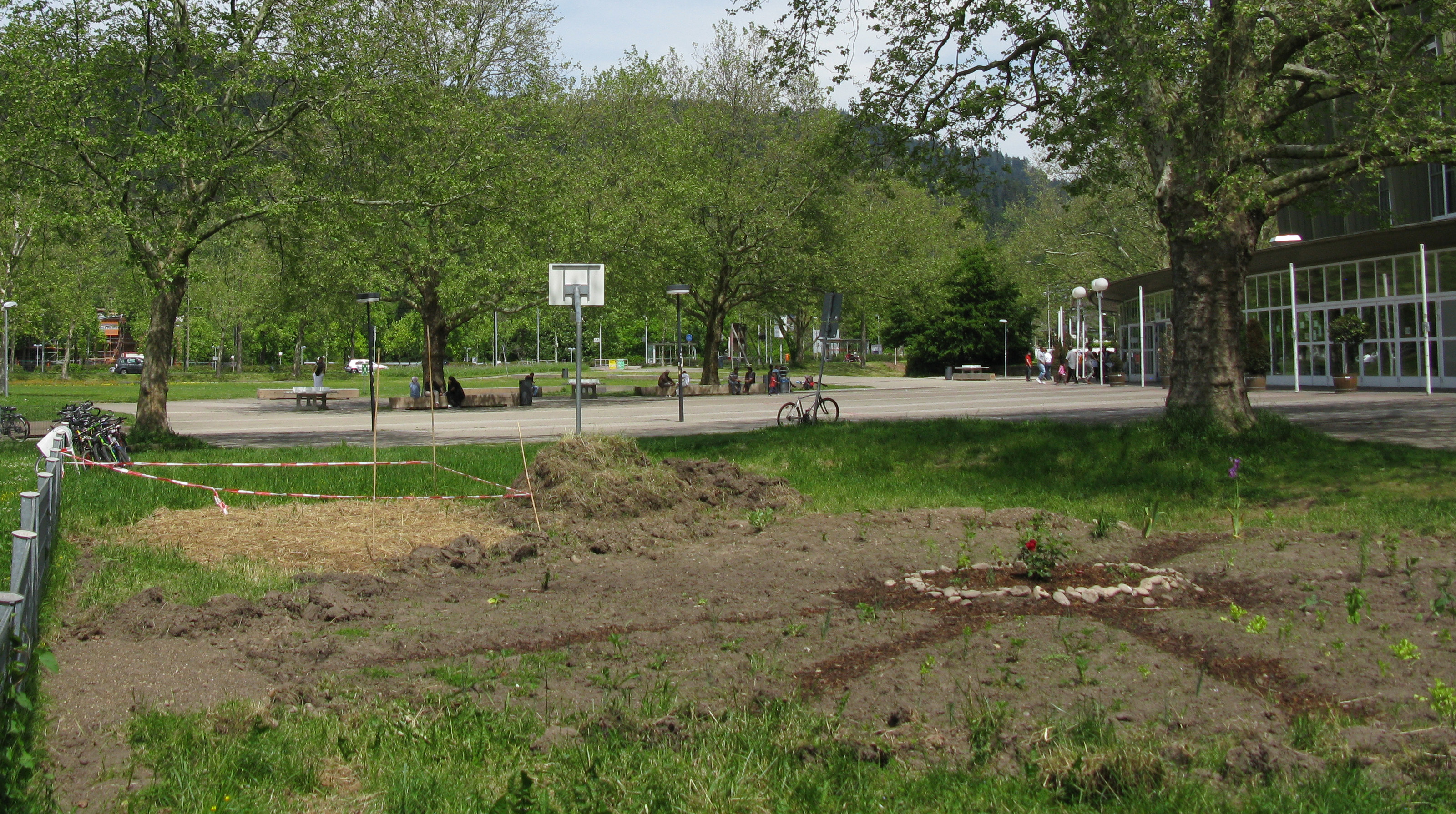
Grünspange bei der Stadthalle mit urbanem Gartenbau

- Alleegarten ⊙ auf der ehemaligen Befestigungsanlage (Rempartstraße)
- Am Pulverturm ⊙ 2018–2019 wurde diese Anlage auf einer früheren Vaubanschen Festungsanlage mit Spielplatz, Bühne und Duftgarten für 700.000 Euro neu gestaltet.[47]
- Bozener Straße ⊙
- Campus Institutsviertel bei der Mensa II ⊙
- Denzlinger Straße ⊙ mit einem 2020 eröffneten Pumptrack.[48][49][50]
- ECA-Siedlung ⊙
- Faulerstraße ⊙
- Fritz-Ginter-Park ⊙, 1988 angelegt und nach dem Vorsitzenden des Bürgervereins Zähringen (1952–1961) benannt.[51][52]
- Grünanlage beim Einkaufszentrum-Weingarten ⊙
- Grünanlage Urachstraße ⊙

- Heinrich-Heine-Straße ⊙
- Lorettoberg ⊙
- Moosgrund ⊙
- PH-Campus ⊙

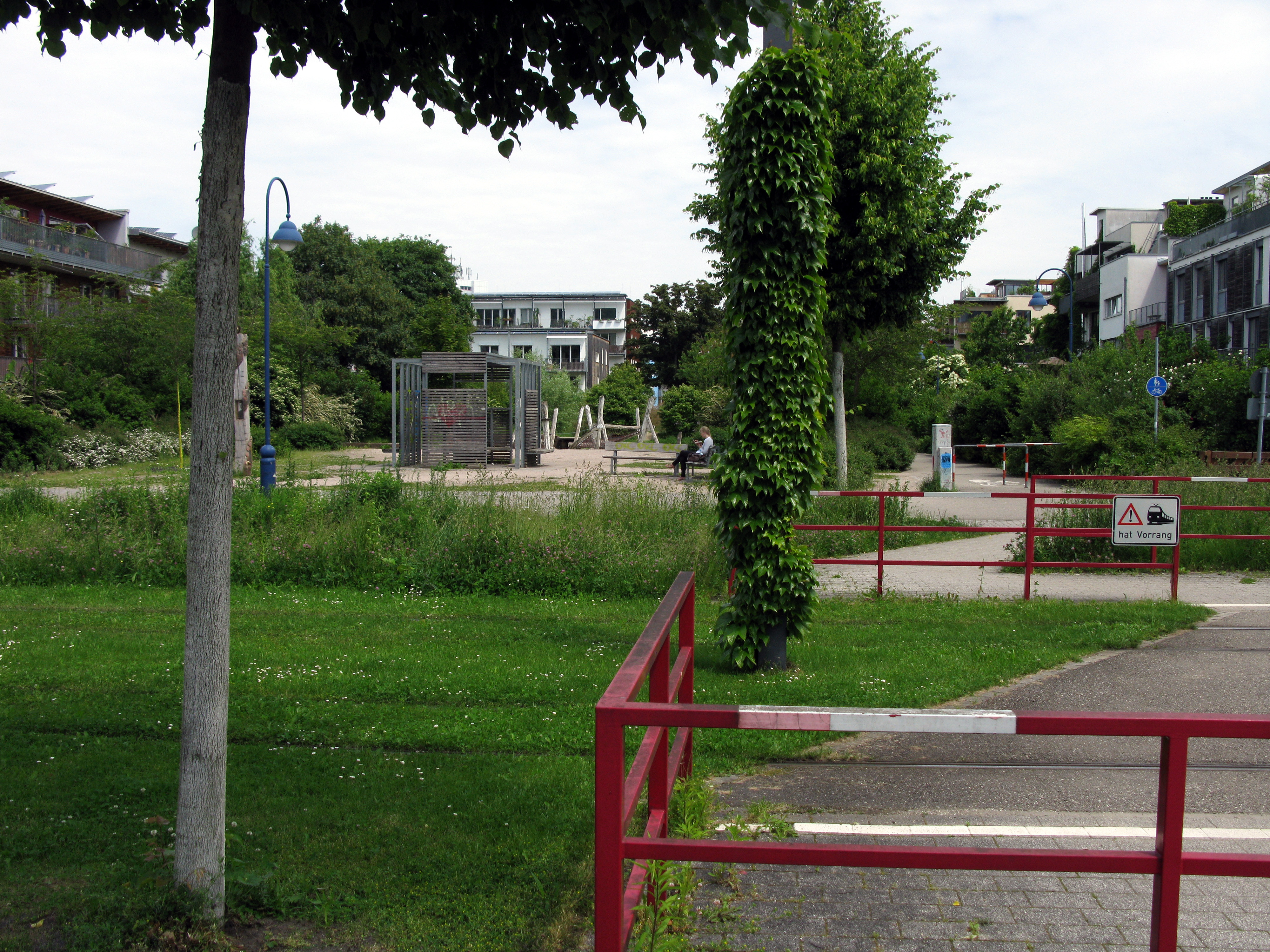
Grünspange im Vauban

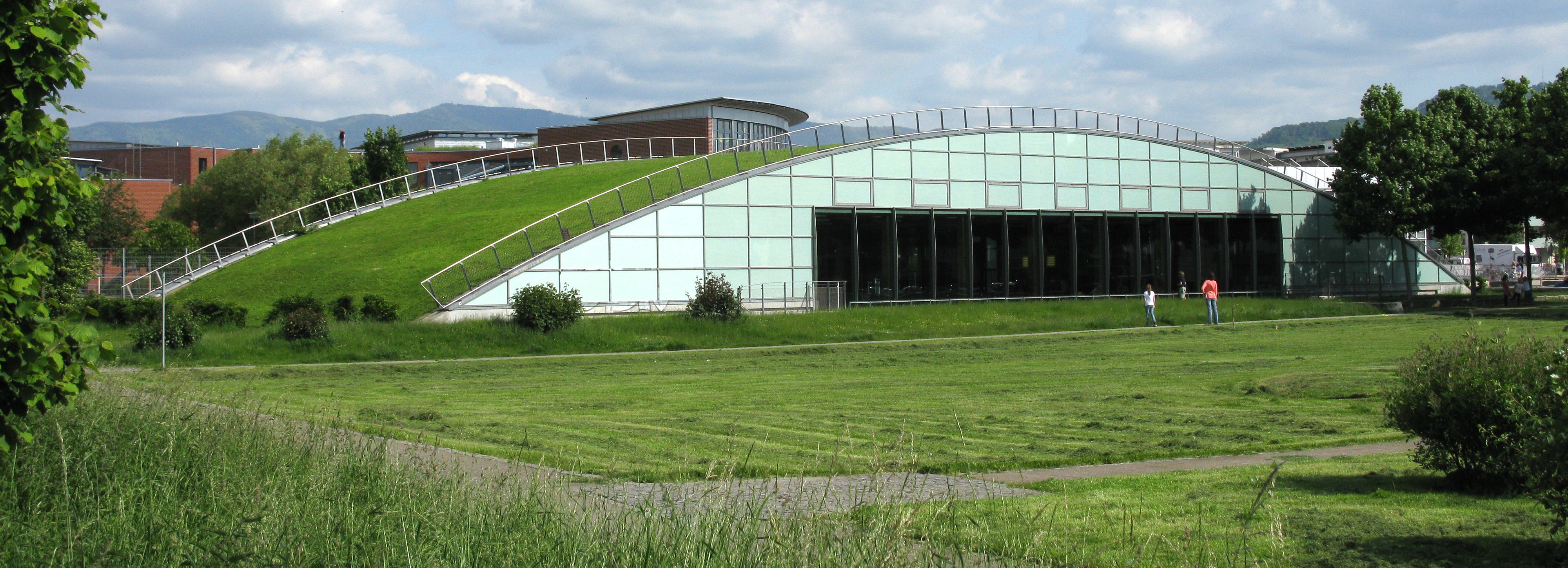
Grünkeil Rieselfeld mit Sporthalle

- Im Norden des Stadtteils Rieselfeld, westlich des Kepler-Gymnasiums wurde ein Grünkeil ⊙ angelegt, der einem Stadtteilpark gleichkommt. Der Park besitzt eine große Liegewiese und Spielgeräte. Das begrünte und begehbare Dach der Sporthalle der Clara-Grunwald-Grundschule verbindet ihn mit dem Maria-von-Rudloff-Platz. Nördlich der Mundenhofer Straße schließt sich ein Sportgelände an.

Im Südwesten befindet sich die zweite Grünanlage des Stadtteils, Mittlerer Graben ⊙ genannt. Es ist ein Feuchtbiotop, das nur vom Regenwasser der umliegenden Hausdächer gespeist wird. An den Rändern wächst die Wilde Möhre, Futterpflanze für die Raupen des Schwalbenschwanzes. Ein Kinderspielplatz und Bänke laden zum Verweilen ein.
Schließlich grenzt der Stadtteil an das Naturschutzgebiet Rieselfeld ⊙, das den Bewohnern als Naherholungsgebiet dient.
- Grünspange zwischen Stadthalle und Musikhochschule mit einer Fußgängerunterführung unter der Schwarzwaldstraße verbunden. ⊙ Sie dehnt sich darüber hinaus über Dreisam und Waldsee aus und nimmt die ganze Talbreite ein. Bei der Stadthalle befinden sich ein Kinderspiel- und Bouleplatz, Tischtennisplatten und Grillstellen.
- Tränkestraße (Betzenhausen) ⊙
- Universitätsklinikum ⊙
- Außenkliniken ⊙
- Bei der Anlage des Stadtteils Vauban ⊙ wurden von verschiedenen Gartenarchitekten in Zusammenarbeit mit der Bevölkerung drei Grünspangen mit einer Gesamtfläche von 15 Hektar in Nord-Süd-Richtung angelegt. Sie stoßen auf den Dorfbach, der von Merzhausen kommend durch St. Georgen fließt und beinhalten Spielangebote für Kinder und Jugendliche sowie ein selbstverwaltetes Backhaus. Die kühlen Hangwinde vom Schönberg sorgen für eine gute Durchlüftung des Stadtteils. Es sind noch einige der über 60 Jahre alten Bäume wie Linde, Ahorn, Platane und Buche erhalten, z. B. auf der Vaubanallee. Nahe der Straßenbahnendhaltestelle befindet sich ein neu errichteter Weidendom.[3] 2013 wurden die Grünspangen im Vauban vom Bund Deutscher Landschaftsarchitekten unter hundert besonderen Orten mit gewürdigt.[54][55]
- An der Ecke Erwin-/Dreikönigstraße befindet sich der Alte Wiehre-Friedhof ⊙, der heute als Spielplatz genutzt wird. Zahlreiche Grabmale sind noch erhalten, u. a. das Mausoleum des Revolutionärs Johann Maximilian Dortu.
- Zähringer Park ⊙

## Urbaner Gartenbau
Neben den üblichen Kleingärten, die aber immer wieder dem Bauboom zum Opfer fallen, gibt es Flächen des urbanen Gartenbaus, zum Beispiel im Dietenbachpark, in der Joseph-Brandel-Anlage, im Rieselfeld (Grünkeil) und zeitweise gab es ihn sogar vor dem Theater Freiburg. Bei der Erweiterung der Kleingartenanlage Moosacker im Stadtteil St. Georgen 2021, als Ersatz für die Gärten beim Rathaus im Stühlinger und in Haslach beim Rettungszentrum, will die Stadt neben den klassischen Kleingärten von 200 Quadratmeter auch Flächen für kleinere Gärten, für das Urban Gardening und auch Urban Farming anbieten.

## Straßenbegleitgrün

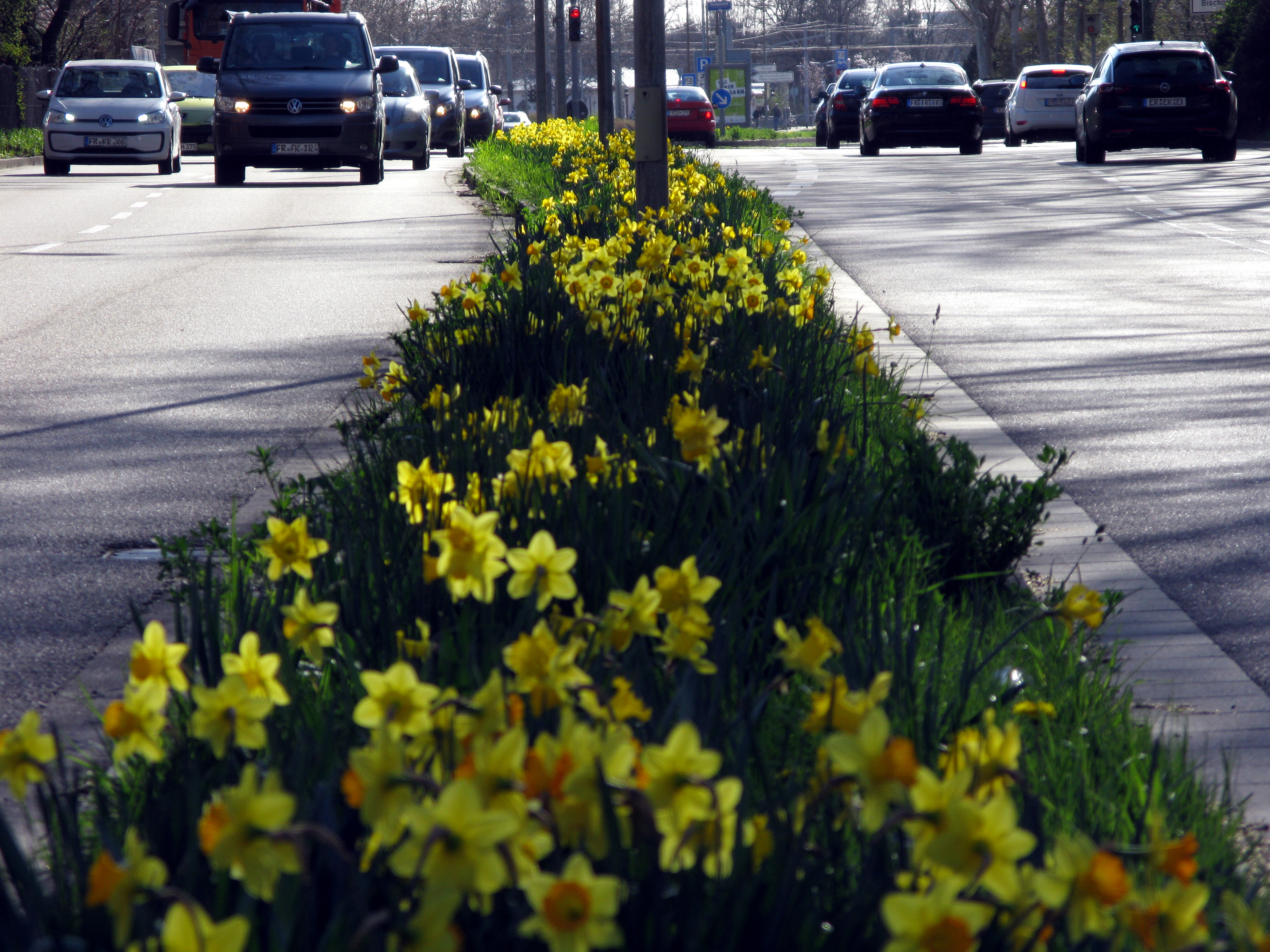
Straßenbegleitgrün auf der Berliner Allee

Immer wieder gibt es Unmut in der Bevölkerung, wenn zum Beispiel wegen Baustellen Bäume gefällt werden. So wurden im Herbst 2017 für den Abriss und Neubau der Volksbank am Hauptbahnhof 47 Bäume gefällt. Mit Baumverpflanzungen hat die Stadt zum Teil schlechte Erfahrungen gemacht, will ihnen aber wieder eine Chance geben. Auch Stürme fordern Opfer unter den Straßenbäumen. Obwohl das Freiburger Garten- und Tiefbauamt regelmäßig alle Bäume auf Standfestigkeit prüft, war im Juli 2018 eine Robinie in der Bertoldstraße umgestürzt. Die Untersuchung ergab, dass die Wurzeln abgefault waren. Die bisher sehr widerstandsfähigen Robinien sind neuerdings anfällig für Pilze und Wurzelfäule. Aus diesem Grund will die Stadt alle Robinien in der Bertoldstraße fällen. Sechs von ihnen sind schon geschädigt. Sie sollen durch Stadtbirnen ersetzt werden.
Bei der Umgestaltung des Platzes der Alten Synagoge und des Rotteckrings für den Stadtbahnbau wurden neue Bäume (u. a. Lederhülsenbäume und Purpur-Erlen) gepflanzt, zum Teil mit Belüftungs- und Bewässerungssystem.
2020 wurde die Stadt ist für ihr Engagement zum Erhalt der biologischen Vielfalt entlang von Straßen vom Verkehrsministerium des Landes ausgezeichnet. Freiburg hat 9,5 Hektar „Aushagerungsfläche“ an Bundes-, Landes- und Kreisstraßen, die nur zweimal im Jahr gemäht werden, wobei das Schnittgut entfernt wird. Außerdem werden dort heimische Blühmischungen gesät. 2018 meldete die Stadt erstmals Flächen an, 2020 kamen weitere Flächen sowie Amphibienschutzanlagen dazu. Als Dank gab es eine Hartholzskulptur des Schweizer Künstlers Marcel E. Plüss, die auch als Insektenhotel dienen kann.

### Guerilla Gardening
Nachdem die Stadt im Mai 2020 während der COVID-19-Pandemie Gaststätten unter anderem im Sedanviertel der Altstadt erlaubte, Parkplätze für Freiluft-Sitzplätze befristet bis 31. Oktober zu nutzen, die von den Wirten zum Teil begrünt wurden, stellte Extinction Rebellion Ende Juni vier bepflanzte Hochbeete mit Fahrradständern illegal auf weiteren Parkplätzen auf, die von der Stadt zunächst teilweise entfernt wurden. Im August, nachdem Gewerbetreibende um weitere Fahrradständer gebeten hatten und es Gespräche zwischen Stadt, dem Bürgerforum und Extinction Rebellion gegeben hatte, wurden sie wieder aufgestellt.

## Seen
Bis auf Waldsee und Deicheleweiher, die aber auch künstlich angelegt wurden, handelt es sich bei allen Seen auf Freiburger Gemarkung um Baggerseen, die bei der Kiesgewinnung entstanden.
- Arlesheimer See ⊙
- Deicheleweiher ⊙
- Reutemattensee ⊙
- Waldsee ⊙
- Waltershofener See ⊙

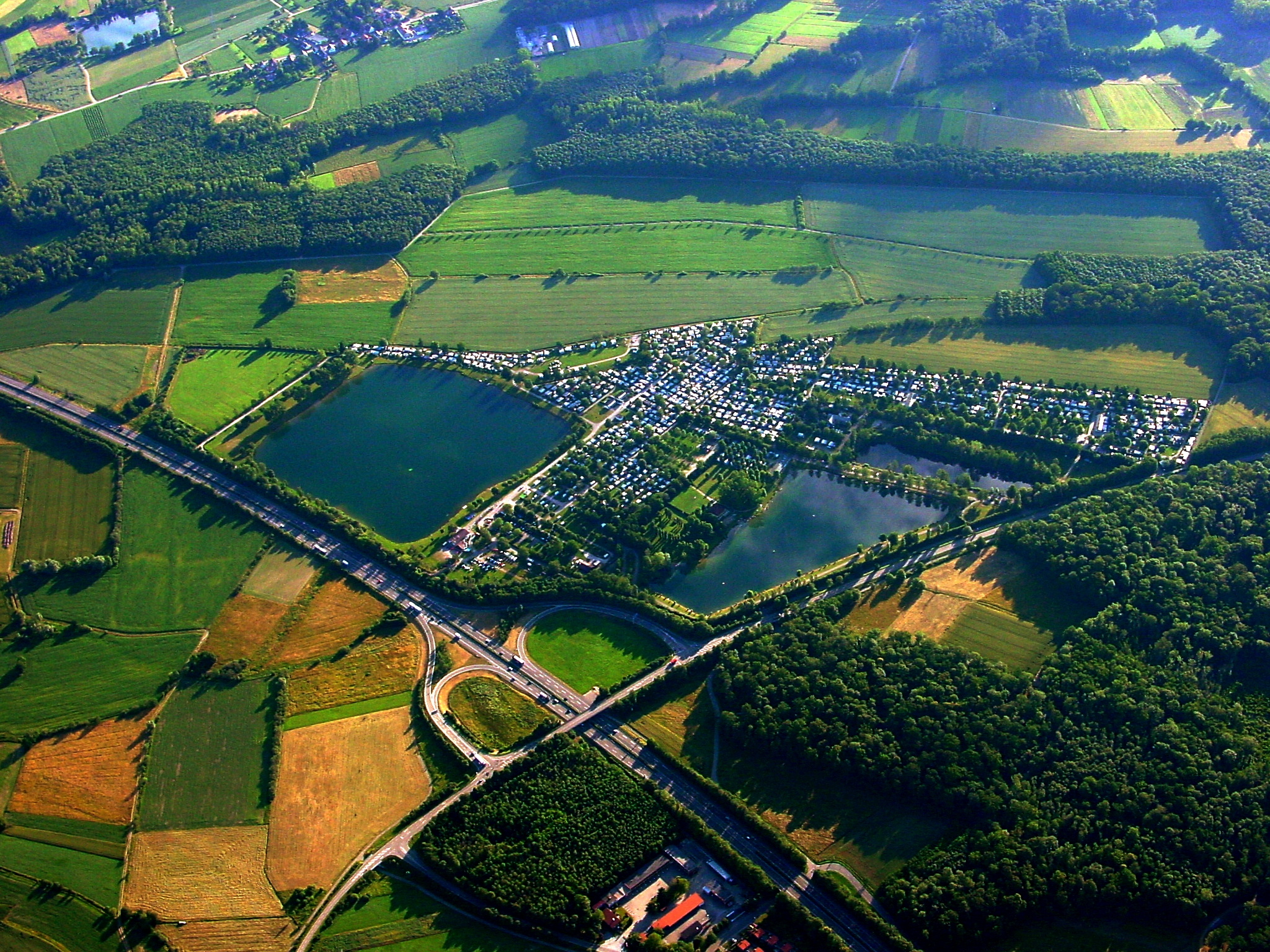
Tunisee und Silbersee

Als Badegewässer sind folgende Seen eingestuft:
- Silbersee, auch Breisgausee genannt ⊙
- Dietenbachsee 3,69 Hektar ⊙
- Flückigersee ⊙
- Moosweiher ⊙
- kleiner Opfinger See ⊙
- Opfinger See ⊙
- Tunisee ⊙

## Waldgebiete

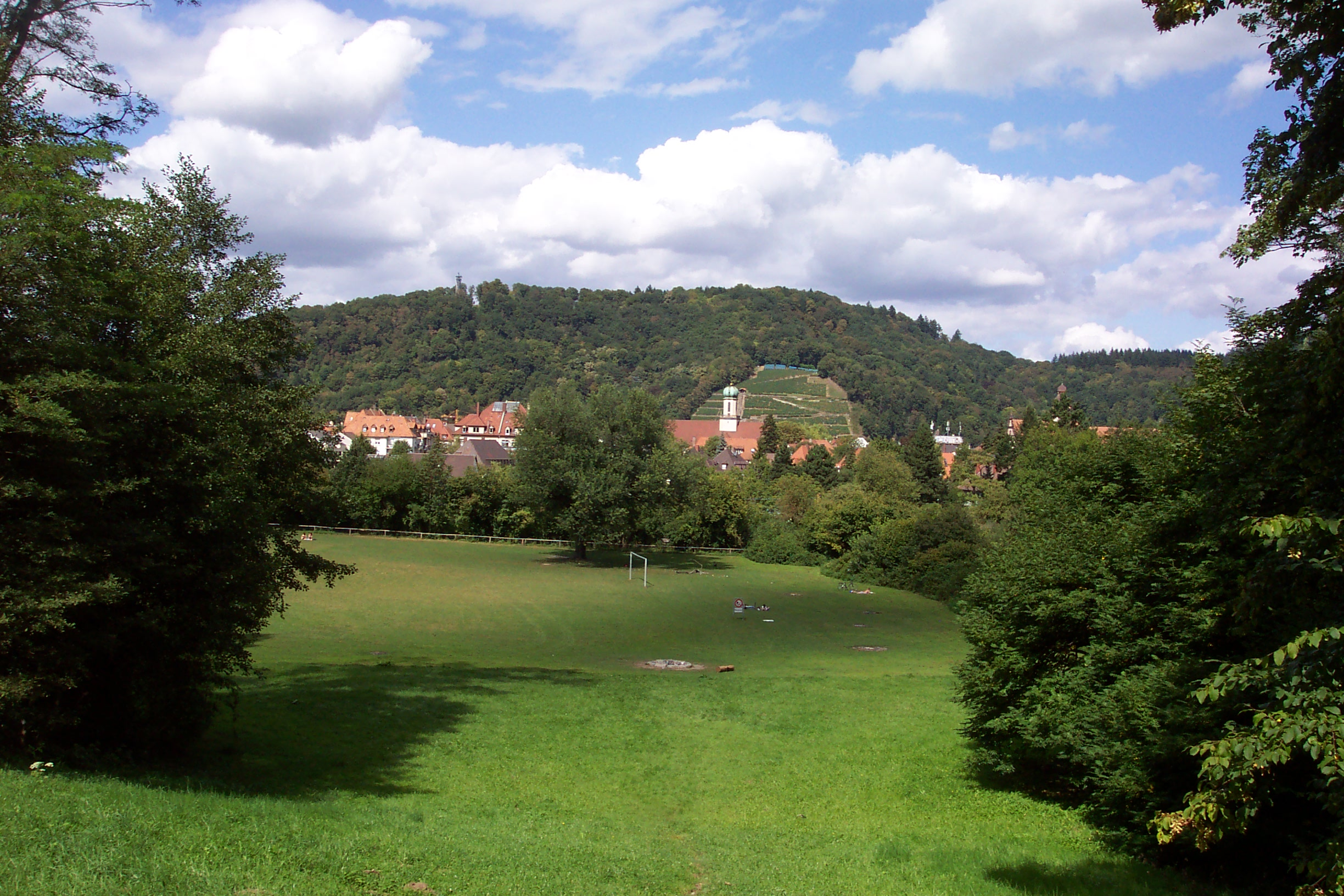
Sternwaldwiese mit Maria-Hilf-Kirche im Hintergrund

Freiburg liegt an der Nahtstelle zwischen Schwarzwald und Oberrheinischer Tiefebene. Daher befinden sich auf Freiburger Gemarkung auch zwei verschiedene Waldtypen: Im Norden und Westen liegt der Mooswald, der zu den Auwäldern gezählt wird, die Wälder im Osten und Süden werden als Bergwald bezeichnet und zählen mit Ausnahme des Schönbergs zum Schwarzwald. Die Bergwälder machen 60 % des 5.200 Hektar großen Stadtwaldes aus.
- Mooswald-Nord ⊙
- Mooswald-Süd ⊙
- Rosskopf ⊙
- Schauinsland ⊙
- Sternwaldeck ⊙
- Sternwaldwiese ⊙

Im März 2020 hatte das Forstamt im nördlichen Mooswald über 23.000 Bäume gepflanzt. Durch die folgende anhaltende Trockenheit waren diese Pflanzungen in Gefahr. Daher wurden sie ab Ende April mit Wasser aus dem Brandbach bewässert, das mit Hilfe eines Dieselgenerators zu ihnen gepumpt wurde.
Douglasienzapfen werden regelmäßig im Freiburger Stadtwald von meist freiberuflichen Zapfenpflückern, die auch oft im Wald übernachten, Da sich die aus Nordamerika stammenden Freiburger Douglasien durch feine Äste und schlanken, geraden Wuchs auszeichnen, sind die Samen in ganz Deutschland beliebt. 2020 wurden von mehreren hundert Bäumen rund 49 Tonnen der grünen Zapfen geerntet. Dabei hat das Forstamt aus dem Verkauf der Zapfen an Forstsamenhändler und Forstbaumschulen 54.000 Euro eingenommen. Die Freiburger Erntemenge entspricht etwa 80 Prozent aller in Baden-Württemberg geernteten Douglasienzapfen.

## Trockenheit

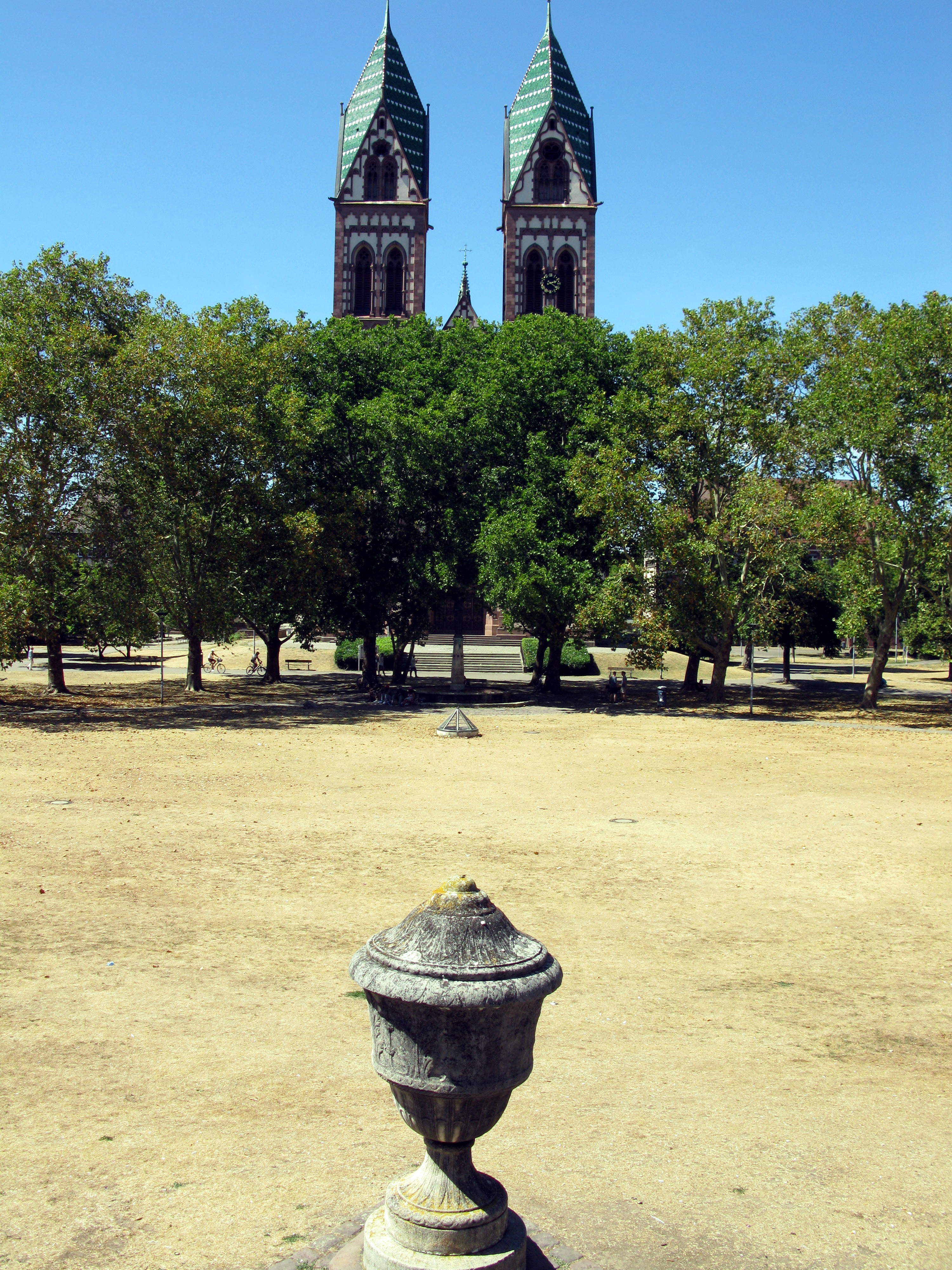
Stühlinger Kirchplatz mit Herz-Jesu-Kirche im Dürresommer 2018

Während Dürreperioden wie 2003 und 2018 vertrocknen die Rasenflächen der Freiburger Parks. Sie werden nicht gewässert. Auch das Grillen und Rauchen ist dort und in den Wäldern verboten. In der Regel erholen sich die Rasenflächen nach ausgiebigem Regen wieder, zum Teil wird gedüngt. Wo keine Erholung eintritt, wird neu eingesät oder auf kleinen Flächen auch Rollrasen ausgelegt. Obwohl das Garten- und Tiefbauamt die Jungbäume im Stadtgebiet alle drei Wochen mit 150 bis 200 Liter Wasser versorgt, werfen viele Bäume schon im Sommer ein Teil ihres Laubes ab, um die Verdunstungsfläche zu verringern. Als Folge der Trockenheit musste die Stadt in der Grünanlage Am Pulverturm sechs Bäume fällen lassen.

## Auszeichnung
2021 erhielt die Stadt bei ihrer ersten Bewerbung mit dem Label „StadtGrün naturnah“ in Gold die höchstmögliche Zertifizierung. Das Projektbüro „Stadtgrün Naturnah“, das sich aus einem Expertengremium des Bündnisses „Kommunen für biologische Vielfalt“ und der Deutschen Umwelthilfe zusammensetzt vergibt diese Auszeichnung für drei Jahre, die auch sechs weitere Städte bekamen. Ein zentraler Baustein dafür war die Umwandlung von Rasen in Blühwiesen wie im Dietenbachpark oder an der Berliner Allee. Zehn weitere Flächen mit zusammen 5000 Quadratmeter kommen dazu, wo beispielsweise Wiesensalbei, Schafgarbe, Margeriten und Glockenblumen wachsen sollen, unter anderem am Platz der Universität.